# Библиотека „Васконселос“
Библиотека „Васконселос“ в град Мексико (на испански: Biblioteca Vasconcelos), наричана в мексиканските медии „мегабиблиотеката“, е сред най-големите културни центрове в Мексико.
Намира се в северната част на града, район Куаутемок, квартал Буенависта. Библиотеката е наречена по името на Хосе Васконселос, философ, кандидат за президент, ректор на Националния автономен университет на Мексико (UNAM) и директор на Националната библиотека на Мексико.
Библиотеката „Васконселос“ е изградена по проект на мексиканския архитект Алберто Калах, простира се на площ от 38000 квадратни метра, от които 26000 са m² са градини. Библиотеката е разположена на три здания, всяко от по 6 етажа с общи размери 270 метра на дължина и 28 метра на височина. Капацитетът ѝ е 5000 души, а годишно през библиотеката минават 1 825 000 посетители. Библиотечният фонд наброява 580 000 единици.
Библиотеката е открита от президента Висенте Фокс на 16 май 2006. През март 2007 година се налага да затвори, поради необходимост от отстраняване на общо 36 дефекта в конструкцията. Отново е отворена за широката публика през ноември 2008 година.
През 2015 година в библиотека „Васконселос“ се планира провеждането на 11-ото издание на глобалната конференция „Уикимания“.
|  | Тази страница частично или изцяло представлява превод на страницата Biblioteca Vasconcelos в Уикипедия на английски. Оригиналният текст, както и този превод, са защитени от Лиценза „Криейтив Комънс – Признание – Споделяне на споделеното“, а за съдържание, създадено преди юни 2009 година – от Лиценза за свободна документация на ГНУ. Прегледайте историята на редакциите на оригиналната страница, както и на преводната страница, за да видите списъка на съавторите. ВАЖНО: Този шаблон се отнася единствено до авторските права върху съдържанието на статията. Добавянето му не отменя изискването да се посочват конкретни източници на твърденията, които да бъдат благонадеждни. |